# Liste der Wappen in der Provinz Novara
Die Liste der Wappen in der Provinz Novara beinhaltet alle in der Wikipedia gelisteten Wappen der Orte in der Provinz Novara in der Region Piemont in Italien. In dieser Liste werden die Wappen mit dem Gemeindelink angezeigt. 

## Wappen der Provinz Novara

Novara
Lage der Provinz in Italien

## Wappen der Gemeinden der Provinz Novara

Agrate Conturbia
Ameno
Armeno
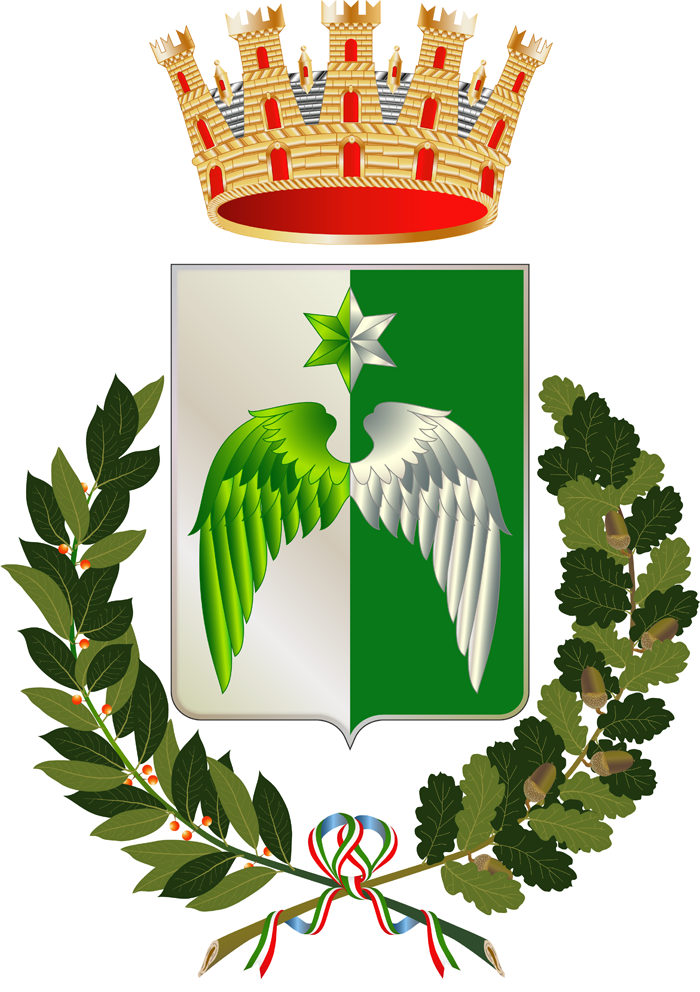
Arona
Barengo
Bellinzago Novarese
Biandrate
Boca
Bogogno
Bolzano Novarese
Borgo Ticino
Borgolavezzaro
Borgomanero
Briga Novarese
Briona
Caltignaga
Cameri
Carpignano Sesia
Casalbeltrame
Casaleggio Novara
Casalino
Casalvolone
Castellazzo Novarese
Castelletto sopra Ticino
Cavaglietto
Cavaglio d’Agogna
Cavallirio
Cerano
Colazza
Comignago
Cressa
Cureggio
Divignano
Dormelletto
Fara Novarese
Fontaneto d’Agogna
Galliate
Garbagna Novarese
Gargallo
Gattico-Veruno
Ghemme
Gozzano
Granozzo con Monticello
Grignasco
Invorio
Landiona
Lesa
Maggiora
Mandello Vitta
Marano Ticino
Massino Visconti
Meina
Mezzomerico
Miasino
Momo
Nebbiuno
Nibbiola
Novara
Oleggio
Oleggio Castello
Orta San Giulio
Paruzzaro
Pella
Pettenasco
Pisano
Pogno
Pombia
Prato Sesia
Recetto
Romagnano Sesia
Romentino
San Maurizio d’Opaglio
San Nazzaro Sesia
San Pietro Mosezzo
Sillavengo
Sizzano
Soriso
Sozzago
Suno
Terdobbiate
Tornaco
Trecate
Vaprio d’Agogna
Varallo Pombia
Vespolate
Vicolungo
Vinzaglio